# 실상

실상(實像)은 광학에서 볼록 렌즈나 오목 거울 등으로 빛이 모여서 생긴 상을 말한다.

## 같이 보기
- 상